# ذو السلسلة المكتظة
ذو السلسلة المكتظة (الاسم العلمي: Athrotaxis)، جنس أشجار يتكون من نوعين إلى ثلاثة أنواع (حسب الرأي التصنيفي) من الصنوبريات وفصيلة السروية. يستوطن الجنس غرب تسمانيا، حيث ينمو في الغابات المطيرة المعتدلة على ارتفاعات عالية.